# 森下俊三
森下 俊三（もりした しゅんぞう、1945年4月8日 - ）は、日本の実業家。

## 人物
三重県亀山市生まれ。名古屋大学工学部電気電子工学科卒。名古屋大学大学院工学研究科修了。NTT西日本代表取締役社長等を経て、阪神高速道路株式会社取締役会長、一般財団法人関西情報センター会長、NHK経営委員会委員長。
関西経済同友会代表幹事、関西経済連合会副会長、駐大阪トルコ共和国名誉総領事、大阪府特別顧問、大阪府公安委員会委員長、関西テレビ放送番組審議委員、同志社大学客員教授を歴任。

## 不祥事
2018年に日本郵政に関する報道に絡み、長門正貢社長や鈴木康雄上級副社長らの圧力を受け、上田良一NHK会長をNHK経営委員会が厳重注意した際に議事録にこのことが記載されなかったことに関し国会で追及を受けた際には、議事録について「内規で非公開としている」と答えた。また、上田処分会合において、番組内容の批判を展開した。
元NHK職員ら114人は、経営委員会が会長に厳重注意した際の議事録や録音データの開示を請求し東京地裁に提訴。2024年2月20日、東京地裁はNHKに録音データの開示を命令。さらに開示義務を怠ったなどとして、NHKと森下に計228万円を支払うように命じた。

## 経歴
- 1964年 三重県立四日市高等学校卒業[7]
- 1968年 名古屋大学工学部電気電子学科卒業[7]
- 1970年 名古屋大学大学院工学研究科修了、日本電信電話公社（現NTT）に入社
- 1988年 日本電信電話株式会社北海道支社副支社長（部長職）
- 1992年 エヌ・ティ・ティ移動通信網株式会社通信技術システム部長
- 1996年 日本電信電話株式会社理事・設備企画部長
- 1999年 東日本電信電話株式会社常務取締役・技術部長
- 2000年 同代表取締役常務取締役・法人営業本部長
- 2002年 同代表取締役副社長
- 2004年 西日本電信電話株式会社代表取締役社長
- 2005年 関西経済同友会代表幹事
- 2007年 関西経済連合会副会長
- 2008年 西日本電信電話株式会社取締役相談役
- 2008年 大阪府特別顧問
- 2009年 大阪府公安委員
- 2010年 関西テレビ放送番組審議委員長
- 2011年 財団法人関西情報・産業活性化センター会長
- 2012年 阪神高速道路株式会社取締役会長
- 2014年 大阪府公安委員長
- 2018年 日本放送協会経営委員長職務代行者[8]
- 2019年 日本放送協会経営委員長[9]
- 2024年 日本放送協会経営委員長を退任[10]

## 著書
- 『5時から塾 ブロードバンド時代への大転換』（2010年、NTT出版）